# Tržnica Gvangdžang
Tržnica Gvangdžang (korejsko 광장시장), prej tržnica Dongdemun (korejsko 동대문시장), je tradicionalna ulična tržnica v okrožju Džongno v Seulu v Južni Koreji. Tržnica je ena najstarejših in največjih tradicionalnih tržnic v Južni Koreji, z več kot 5000 trgovinami in 20.000 zaposlenimi na površini 42.000 m2. Vsak dan tržnico obišče približno 65.000 ljudi.
Združenje tržnic, ki upravlja tržnico, je med najstarejšimi aktivnimi podjetji v Južni Koreji, saj je bilo ustanovljeno leta 1911.

## Zgodovina
Reforme Gabo, ki so bile uvedene v obdobju Čoson, so odpravile trgovske monopole, ki so takrat obstajali, tako da so vsakomur omogočile opravljanje komercialnih dejavnosti. Pooblaščeni trgovci in lastniki trgovin v Seulu so zaradi teh reform izgubili velik del svojega poslovanja zaradi konkurence, zato je kralj Godžong ustvaril skladiščno tržnico, imenovano Čangnedžang, ki se je sčasoma razvila v tržnico Namdemun. Po podpisu pogodbe Eulsa leta 1905, ko je bila Koreja pod japonsko kolonialno okupacijo, so Japonci prevzeli nadzor nad tržnico Namdemun. Kot odgovor na zaseg tržnice Namdemun se je skupina zasebnih korejskih vlagateljev, vključno z bogatimi trgovci, odločila ustvariti novo tržnico, ki ne bi bila pod nadzorom Japoncev. Združili so sredstva za ustanovitev korporacije Gvangdžang 5. julija 1905 in kupili zemljišče za tržnico s 100.000 voni. Za osnovo svoje nove tržnice, ki so jo poimenovali tržnica Dongdemun (동대문시장), so uporabili že obstoječo tržnico Bae O Gae (배오개시장), jutranjo tržnico na tem območju. Takrat je bila večina tržnic začasnih in odprtih le občasno, zato je tržnica Dongdemun postala prva stalna tržnica, ki je bila odprta vsak dan v tednu. Tržnica se je leta 1960 preimenovala v tržnico Gvangdžang.

## Ime
Tržnica Gvangdžang je bila prvotno ime enega samega nakupovalnega središča s površino 3000 pjongov (9900 m2) v središču tržnice Dongdemun, ki je bilo zgrajeno med letoma 1957 in 1959. Ime izvira iz dveh mostov, med katerima je bila zgrajena: Gvangkjo (광교; kar pomeni 'širok most') in Džangkjo (장교; kar pomeni 'dolg most').

## Izdelki
V zgodnjih letih je tržnica prodajala le kmetijske in morske pridelke, ko pa je postala ena največjih tržnic v Koreji, je začela prodajati še veliko drugih izdelkov. Danes ima tržnica približno 1500–2000 prodajalcev, ki prodajajo sadje, zelenjavo, meso, ribe, kruh, ulično hrano, oblačila, tekstil, ročne izdelke, kuhinjsko posodo, spominke in tradicionalne korejske zdravilne izdelke. Obstaja tudi veliko restavracij in stojnic s hrano, ki prodajajo tradicionalno korejsko kuhinjo, vendar je tržnica najbolj znana po bindaetoku ali palačinkah iz mung fižola in majak kimbap.

## V popularni kulturi
Epizoda serije Running Man iz leta 2014 je bila delno posneta na tržnici. Igralci so se ustavili pri različnih stojnicah s hrano in morali po koncu hrane izbrati pravilno karto, da so lahko nadaljevali tekmo.
Premiera filma The Amazing Race Australia 4 je vključevala nalogo »Obvoz« na tržnici, pri kateri so morale ekipe, ki so se odločile za to nalogo, zviti, napolniti in zložiti 50 cmokov.
Tržnica Gvangdžang in njena ulična hrana (Kal-guksu, Gejang in Bindae-tteok) sta bila predstavljena v televizijski seriji Netflix Street Food (TV serija) v epizodi Seul v Južni Koreji.

## Galerija
- Mung fižol meljejo za bindaetok
- Prodajalci cvrejo bindaetok
- Prodajalci pripravljajo majak kimbap
- Notranjost restavracijskega dela tržnice Gvangdžang
- Notranjost ribarnice na tržnici Gvangdžang